# As-Sanamayn
As-Sanamayn is een plaats in het Syrische gouvernement Daraa en telt 27.351 inwoners (2008).